# 紙張密度
紙張密度（英語：Paper density）是紙張每單位體積的質量，《ISO 534:2011》（页面存档备份，存于）指出紙張密度使用公克每立方公分表示。將紙的公克每平方公尺除以紙張厚度可以計算出其密度。

## 外部連結
- Paper Weight – Conversion Chart （页面存档备份，存于）
- Understanding Paper Weights （页面存档备份，存于）
- Understanding paper weight （页面存档备份，存于）
- M-weight Calculator
- Paper Weight Calculator （页面存档备份，存于）